# Bayard-sur-Marne
Bayard-sur-Marne é uma comuna francesa na região administrativa de Grande Leste, no departamento de Haute-Marne. Estende-se por uma área de 15,39 km². Em 2010 a comuna tinha 1 338 habitantes (densidade: 86,9 hab./km²).